# Heidelberger Wingolf

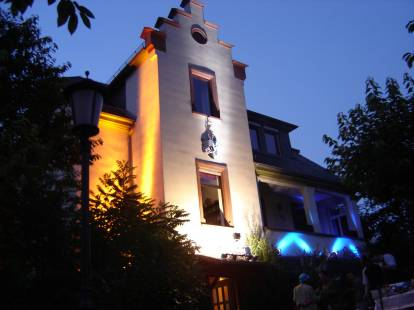
Haus des Heidelberger Wingolfs

Der Heidelberger Wingolf ist die älteste nichtschlagende sowie die älteste christliche Studentenverbindung in Heidelberg. Er ist die mitgliederstärkste Verbindung innerhalb des Wingolfsbundes. Der Heidelberger Wingolf wurde am 17. Juni 1851 gegründet. Seine Farben sind blau-weiß-gold. Das Haus des Heidelberger Wingolfs ist das erste Haus Heidelbergs am Weinberg auf der nördlichen Neckarseite im heutigen Stadtteil Neuenheim.

## Geschichte

### Vorgeschichte (1844–1851)
Mitte des 19. Jahrhunderts entstanden infolge der Napoleonischen Befreiungskriege und dem ersten Wartburgfest der Burschenschaften 1817 auch studentische Freundeskreise, welche zunächst keine Studentenverbindungen waren und sich intensiv der Lektüre deutscher Dichter und der Auslegung der Bibel zuwandten. Ein solcher Kreis gab sich 1828 in Leipzig in Anlehnung an Friedrich Gottlieb Klopstocks Ode an die Freude den Namen Wingolf (Halle der Freunde).
Ab dem Jahr 1844 veranstaltete der Heidelberger Pfarrer und Dekan Johann Philipp Sabel in seinem Pfarrhaus – dem Pfarrhaus der Peterskirche – einen wöchentlichen Bibelkreis für Vikare, Theologiestudenten und theologisch interessierte Laien. Es bildete sich schnell ein fester Kreis – das Sabelsche Kränzchen. Während alle Heidelberger Studentenverbindungen in der Revolution von 1848 aufgelöst wurden, konnte das Bibelkränzchen weiterbestehen, da bis zu diesem Zeitpunkt noch keine korporative Form gewählt worden war.
Als die Heidelberger Corps 1850 wiedergegründet werden konnten, blieb den Burschenschaften dies verwehrt. Dies führte zur Gründung der Progressburschenschaft Germania, die noch im Sommersemester 1850 vom Universitätssenat verboten wurde, jedoch im Geheimen weiter bestand. Als zum Wintersemester 1850/51 zwei Berliner Wingolfiten nach Heidelberg kamen, konnten sie Teile der Germania dazu bewegen, sich dem Sabelschen Kränzchen anzuschließen. Der Einfluss dieses Freundeskreises im Sabelschen Kränzchen führte 1851 zur Gründung des Heidelberger Wingolfs.

### Gründung und Verbot (1851–1856)
Am 17. Juni 1851 trafen sich 15 Mitglieder des Sabelschen Kränzchens im Gasthaus Zum Rosenbusch und beschlossen eine Grundordnung. Der erste Satz lautete: Der Wingolf ist eine christliche Studentenverbindung. Am 16. Januar 1852 wurde die Studentenverbindung vom Senat der Heidelberger Universität genehmigt. Nach einem Besuch beim Marburger Wingolf entschied man sich, Bänder zu tragen und wählte die im schon bestehenden Wingolfsbund vorherrschenden Farben schwarz-weiß-gold. Dies zog Spannungen mit der badischen Obrigkeit und den Heidelberger Corps nach sich. Während die Regierung burschenschaftlich-demokratische Tendenzen annahm, fürchteten die seit 1849 allein existierenden Corps eine starke Konkurrenz. Die Existenz einer erstmals in Heidelberg nicht fechtenden Verbindung, aber auch die Ähnlichkeit der Wingolfsfarben zu jenen des Corps Suevia (schwarz-gelb-weiß von unten), sorgten für Konflikte.
1852 stieg der Heidelberger Wingolf zur mitgliederstärksten Heidelberger Korporation auf. Es kam daraufhin zu mehreren Übergriffen seitens der Corps auf den Wingolf. Auf Grund seiner Prinzipien war es dem Wingolf aber nicht möglich, den Provokationen der Corps mit Duellforderungen zu begegnen. Er drohte stattdessen mit einer Klage vor dem Universitätssenat, woraufhin die Suevia am 10. November 1852 eine Kneipe des Heidelberger Wingolfs stürmte. Dem damaligen Wingolfspräses Heinrich Julius Holtzmann wurde nach dem vergeblichen Versuch, den Heidelberger Wingolf durch Pedelle zu schützen, am 5. Juni 1853 angeraten, die Farben abzulegen. Der Verneinung des Vorschlags folgte am 6. Juni das Verbot der Verbindung durch Senatsbeschluss. Auch eine Eingabe beim badischen Innenminister v. Wechmar änderte hieran nichts.
In der Folge wurde ohne namentlichen Bezug zum Wingolf und offiziell ohne Farben der Christliche Studentenverein gegründet. Als die Mitglieder bei einer Kneipe zu Ostern 1855 in Vollcouleur angetroffen wurden, drohte der Prorektor für den Wiederholungsfall mit Auflösung des Vereins.

### Wiedergründung als Arminia Heidelberg (1856–1868)

Die Heidelberger Arminia um 1865

Die Heidelberger Corps wurden im Januar 1856 nach einigen Tumulten verboten. Alle Verbindungen mussten zum Wintersemester 1856/57 beim Universitätssenat ihre Satzungen neu einreichen und die Erlaubnis zum Farbentragen einholen. Der Christliche Studentenverein nutzte die Gelegenheit, einen Antrag auf Gründung als Wingolf mit den alten Farben einzureichen. Dieser wurde abschlägig beschieden, da man erneute Streitigkeiten mit den Corps fürchtete.
Statt des Antrags auf Wiedergründung des Wingolf stellte man im November 1856 den Antrag auf Zulassung der Arminia mit den Farben dunkelblau-weiß-gold. Der Senat knüpfte dies an die Bedingung, sie dürfe nicht dem Gesamtwingolf beitreten. Die Arminia hatte infolgedessen im Wingolfsbund nur ein Sitz-, aber kein Stimmrecht. Außerdem wurden Wingolfiten aus anderen Universitätsstädten bei Umzug nach Heidelberg nicht automatisch Mitglieder der Arminia, hatten aber die Möglichkeit hierzu.
Die Prinzipienstreite der folgenden Jahre – Thema war die Auslegung des Christianums – sowie der deutsch-deutsche Krieg von 1866 und der damit verhinderte Zuzug aus norddeutschen, preußischen Universitäten führte im Jahr 1869 zur Vertagung der Arminia auf Grund von Mitgliedermangel.

### Reaktivierung (1881) bis zum Ersten Weltkrieg
Über ein Jahrzehnt gab es in Heidelberg keinen Aktivenbetrieb im Wingolf. Als das 500-Jahr-Jubiläum der Ruprecht-Karls-Universität Heidelberg näher kam, entstand unter den ehemaligen Mitgliedern (Alten Herren) der Wunsch, zum Jubiläum 1886 wieder einen Wingolf an der Universität zu haben. Durch Zuzug von Wingolfiten aus dem Wingolfsbund kam es am 11. November 1882 zur Bildung des Studentischen Vereins Fraternitas. Nachdem sich herausstellte, dass nunmehr die Universitätsverwaltung nichts mehr gegen den Namen „Wingolf“ einzuwenden hatte, benannte sich die Verbindung am 13. November 1882 in Wingolf um, behielt aber die Arminenfarben blau-weiß-gold. 1884 legte man erstmals Farben an, 1885 erfolgte der Beitritt zum Wingolfsbund.

Das Haus des Heidelberger Wingolfs 1896

Innerhalb kürzester Zeit stieg die Mitgliederzahl des Heidelberger Wingolfs so stark an, dass 1889 erstmals der Vorsitz (die Vorortschaft) übernommen werden konnte. Am 19. Juli desselben Jahres erfolgte die Grundsteinlegung für ein Verbindungshaus im Stadtteil Neuenheim direkt gegenüber der historischen Altstadt. Mit der Einweihung am 27. November 1889 war das Haus des Heidelberger Wingolfs das erste am Weinberg auf der nördlichen Neckarseite im heutigen Stadtteil Neuenheim. Zum 50. Stiftungsfest 1901 war der Heidelberger Wingolf wiederum Vorort des Wingolfsbundes und richtete das 25. Wartburgfest aus. Große Aktivenzahlen und viele Verbindungsveranstaltungen prägten die Zeit bis 1914. Dies führte auch zu einem Antrag bei der Stadt auf Vergrößerung des Hauses, welcher aber mit Hinweis auf die Aktivenzahlen der größten Verbindung am Ort abschlägig beschieden wurde.

### Die Zeit zwischen den Weltkriegen
Im Ersten Weltkrieg starben 30 Heidelberger Wingolfiten. Zu ihrem Andenken wurde am Haus ein Gedenkstein angebracht. Die wirtschaftliche Not der ersten Nachkriegssemester sorgte auch für eine Sinnkrise im Wingolf. Mehrere Austritte folgten. Mit den Studenten der beginnenden 20er Jahre lebte der Verbindungsbetrieb wieder auf. Neue Lebensformen prägten den Wingolf. Die Natur spielte eine stärkere Rolle. So wurden viele Ausflüge unternommen. Auch Leibesübungen wurden stärker betont. Dies umfasste Schwimmen, Leichtathletik und das Fechten zu Übungszwecken. Das 75. Stiftungsfest 1926 wurde aufwendig begangen. Ein großer Festzug von fünf Reitern, über 30 Aktiven und 330 Wingolfiten aus dem Bund zog durch die Altstadt.
Durch die Weltwirtschaftskrise 1929 wurden in den Folgejahren vermehrt politische und gesellschaftliche Streitpunkte in den Wingolf hineingetragen. Allerdings blieb der Wingolf als solcher auf dem Standpunkt, politisch keine Position zu beziehen.
Mit der Machtübernahme der Nationalsozialisten am 30. Januar 1933 begannen auch die Auseinandersetzungen mit dem Nationalsozialistischen Deutschen Studentenbund (NSDStB), der die Alleinvertretung der Studenten für sich beanspruchte. Zunächst wurde vom Wingolf die Einführung des Fechtens gefordert, welches der Wingolf aber weiterhin ablehnte. Weiterhin mussten alle Verbindungen das Führerprinzip einführen, wodurch die basisdemokratischen Entscheidungsgremien (Convente) abgeschafft werden mussten. Zudem wurde die Einführung des Arierparagraphen gefordert. Die anschließenden Debatten im Wingolf, ob man diesem nachkommen sollte, zog viele Austritte empörter Alter Herren nach sich. Als zusätzlich weiterhin auf die Einführung des Fechtens bestanden wurde, sah sich der Heidelberger Wingolf am 5. November 1935 gezwungen, die aktive Verbindung aufzulösen. Der Gedenkstein für die Gefallenen des Ersten Weltkriegs fand in der Heiliggeistkirche seinen neuen Platz.

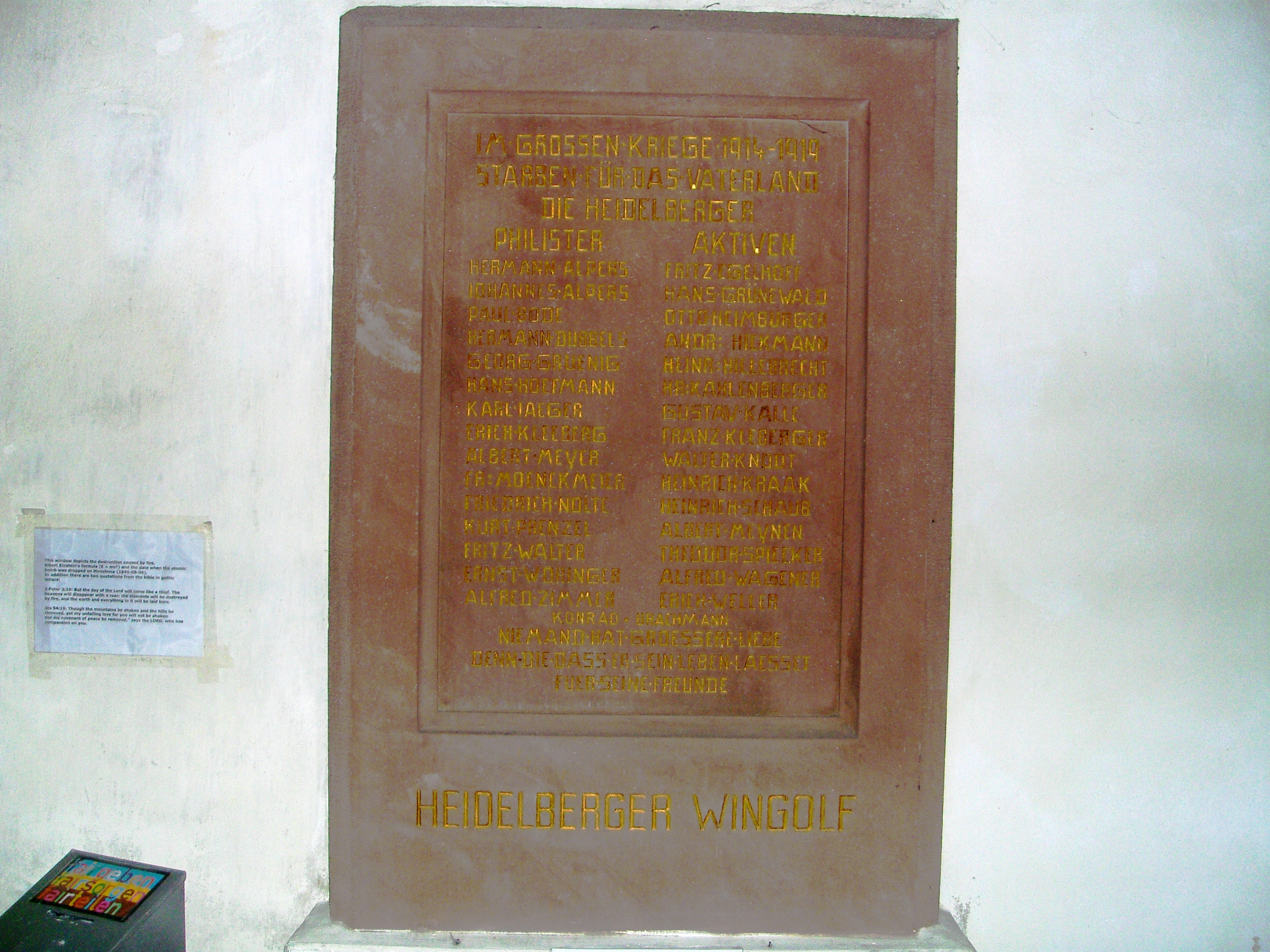
Gedenkstein in der Heiliggeistkirche

Am 19. April 1936 beschloss die Vertretung der ehemaligen Studenten im Heidelberger Wingolf (Philisterconvent) den Verkauf des Hauses. Erst 1957 kam die Verbindung infolge der Kriegswirren und einiger Rechtsstreitigkeiten wieder in Besitz des Hauses. Allerdings konnten die wichtigsten Verbindungsgegenstände sichergestellt werden.
In den folgenden Jahren kam es weiterhin zu Zusammenkünften von Aktiven und Alten Herren, welche mit Beginn des Zweiten Weltkriegs endeten.

### Der Heidelberger Wingolf nach dem Zweiten Weltkrieg bis heute
Am 17. April 1948 fand sich der Altherrenverband neu zusammen. Am 31. Mai begann der Neuaufbau der Aktivitas mit den ersten Beitritten. 1951 konnte in großem Rahmen das 100. Stiftungsfest begangen werden. 1955 übernahm der Heidelberger Wingolf zum dritten Mal den Vorort des Wingolfsbundes.

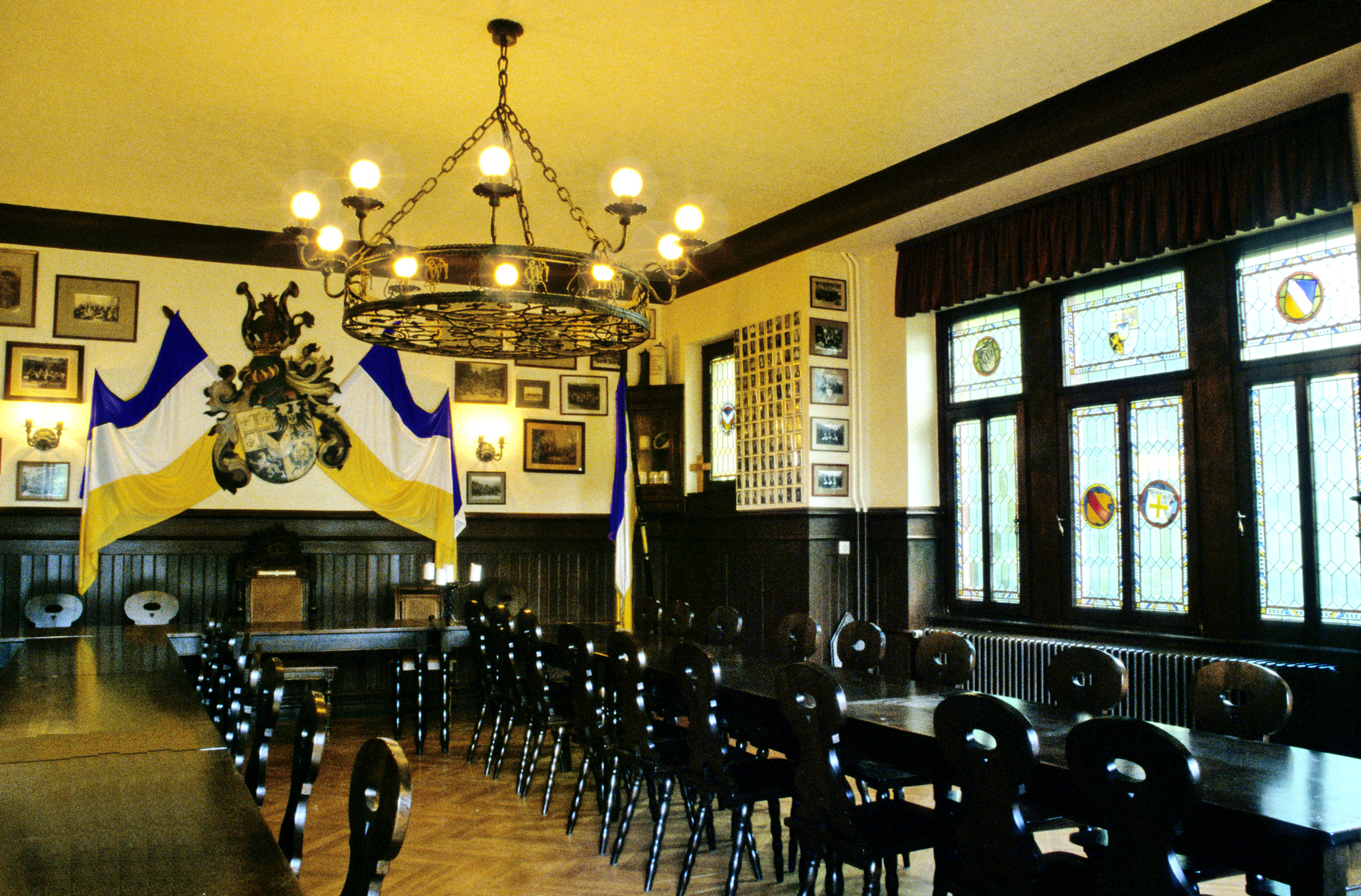
Kneipsaal des Heidelberger Wingolfs heute

Mit den Studentenprotesten von 1968 schwanden in den Folgejahren die Mitgliedszahlen. In den 80er Jahren lebte der Aktivenbetrieb wieder auf. Mit dem sich abzeichnenden Ende der DDR und der baldigen Wiedervereinigung begannen auch die Vorbereitungen für das erste Bundesfest des Wingolfsbundes nach 1934, das wieder auf der Wartburg stattfinden konnte. Die Rückkehr auf die Wartburg bot auch Anlass, die Geschichte des Wingolf im Dritten Reich aufzuarbeiten. Als ein Bestandteil rief der Heidelberger Wingolf während der alle zwei Jahre stattfindenden Wartburgfeste ein Gedenken für Paul Schneider, einen Gießener Wingolfiten ins Leben, der als Inhaftierter im Konzentrationslager Buchenwald
für die Mitgefangenen predigte, bis er 1939 in seiner Zelle starb.
Im Jahr 1995 kam endgültig das Haus in Besitz der Aktivitas. 1997 übernahm der Heidelberger Wingolf zum bis heute vierten und letzten Mal die Vorortschaft im Wingolf. 2001 folgte das 150. Stiftungsfest.

## Weitere Besonderheiten
Zu Ehren des Heidelberger Wingolfs nannte der deutsche Astronom Karl Wilhelm Reinmuth einen 1942 entdeckten Asteroid Wingolfia.
Der Heidelberger Wingolf ist die einzige Heidelberger Verbindung, die einen Gedenkstein in einer Kirche besitzt. (Heiliggeistkirche)
Der Heidelberger Wingolf gehört zu den wenigen Studentenverbindungen in Deutschland, die als alternative Kopfcouleur ein Pelztönnchen haben. Es wird mit dem Zirkel nach vorn getragen. Laut Comment soll dieses nur vom Herbst bis in das Frühjahr getragen werden. In den Sommermonaten ist das Tragen des Pelztönnchens verpönt. Zur Unterscheidung anderen Verbindungen gegenüber, insbesondere der Saxo-Borussia, wird auf der linken Seite eine Kokarde in Verbindungsfarben getragen.

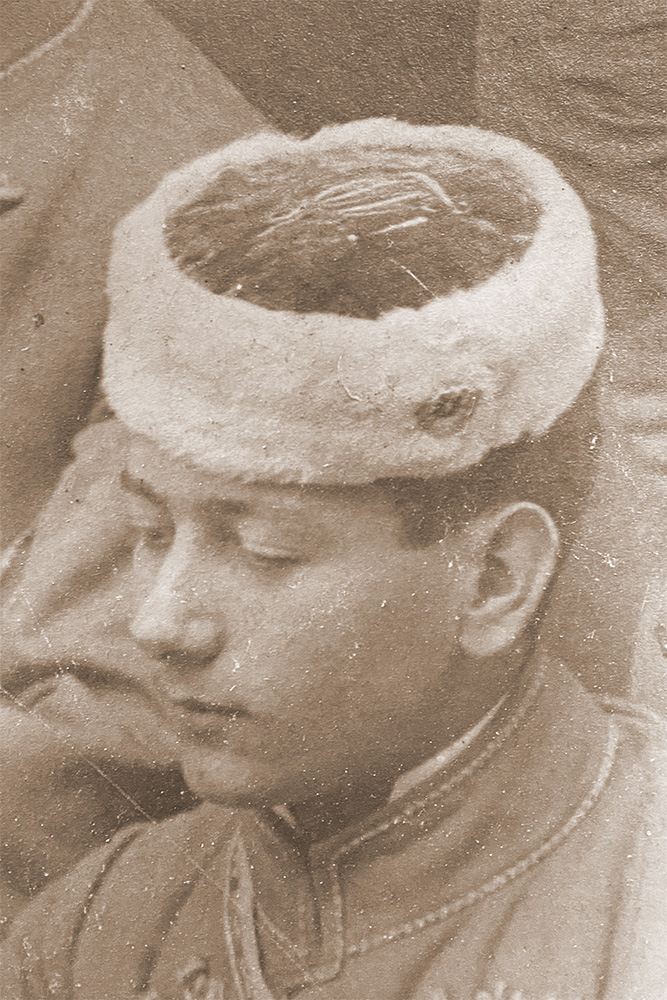
Detailaufnahme des Pelztönnchens mit Zirkel nach vorne und Kokarde an der linken Seite
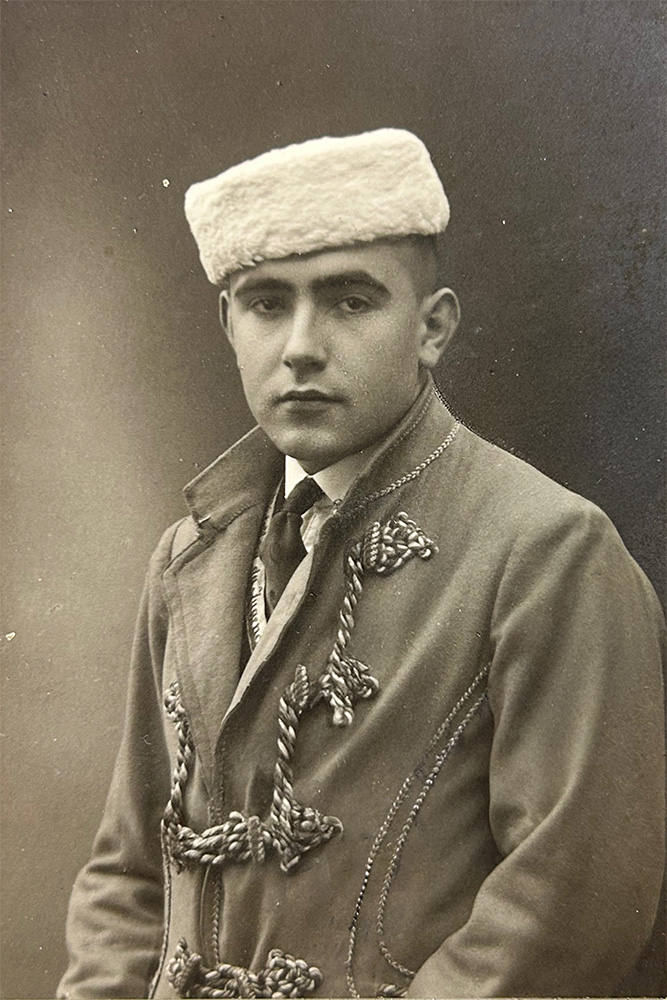
Ansicht von vorne

## Bekannte Heidelberger Wingolfiten (Auswahl)

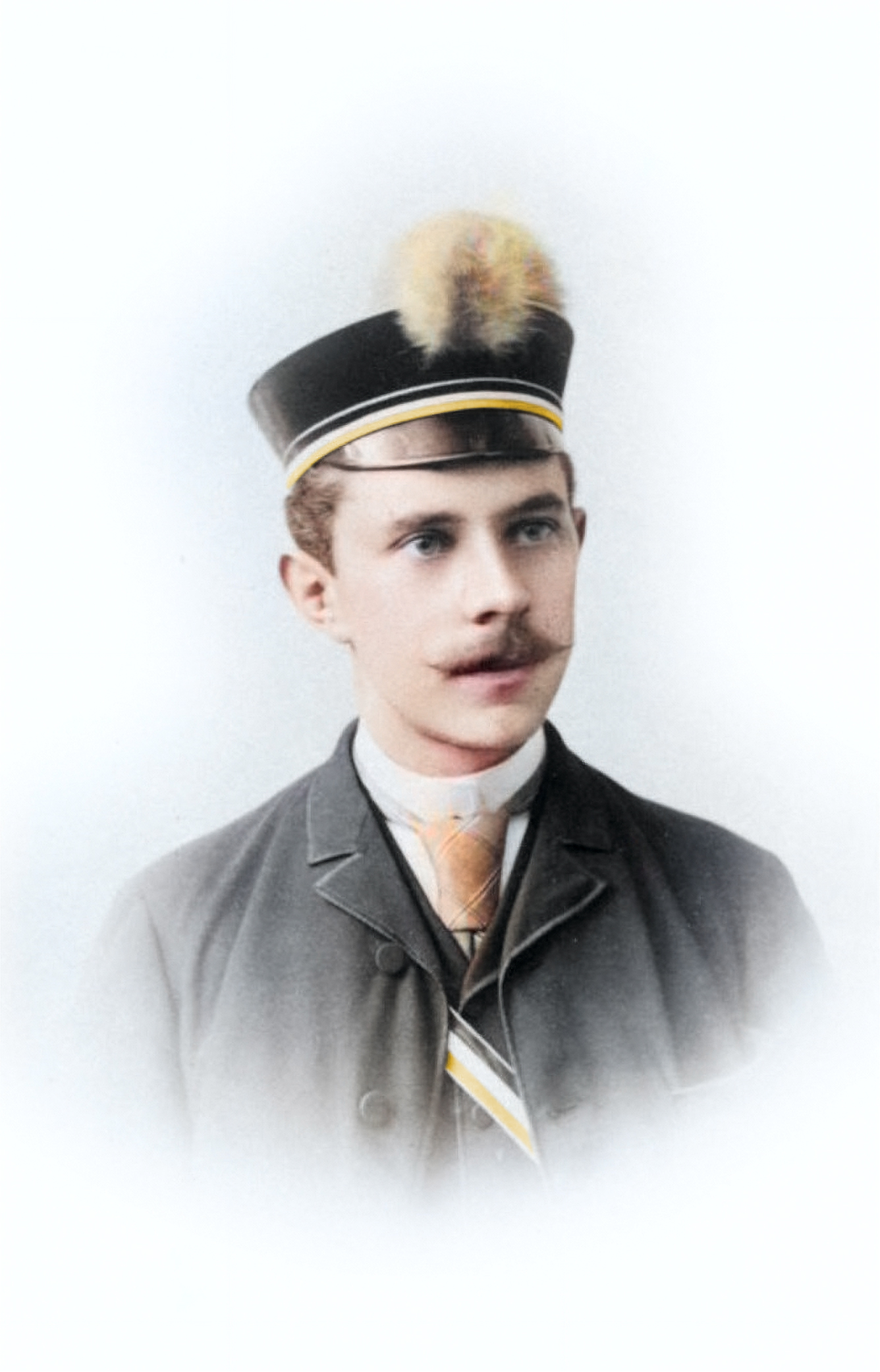
Karl Bornhäuser
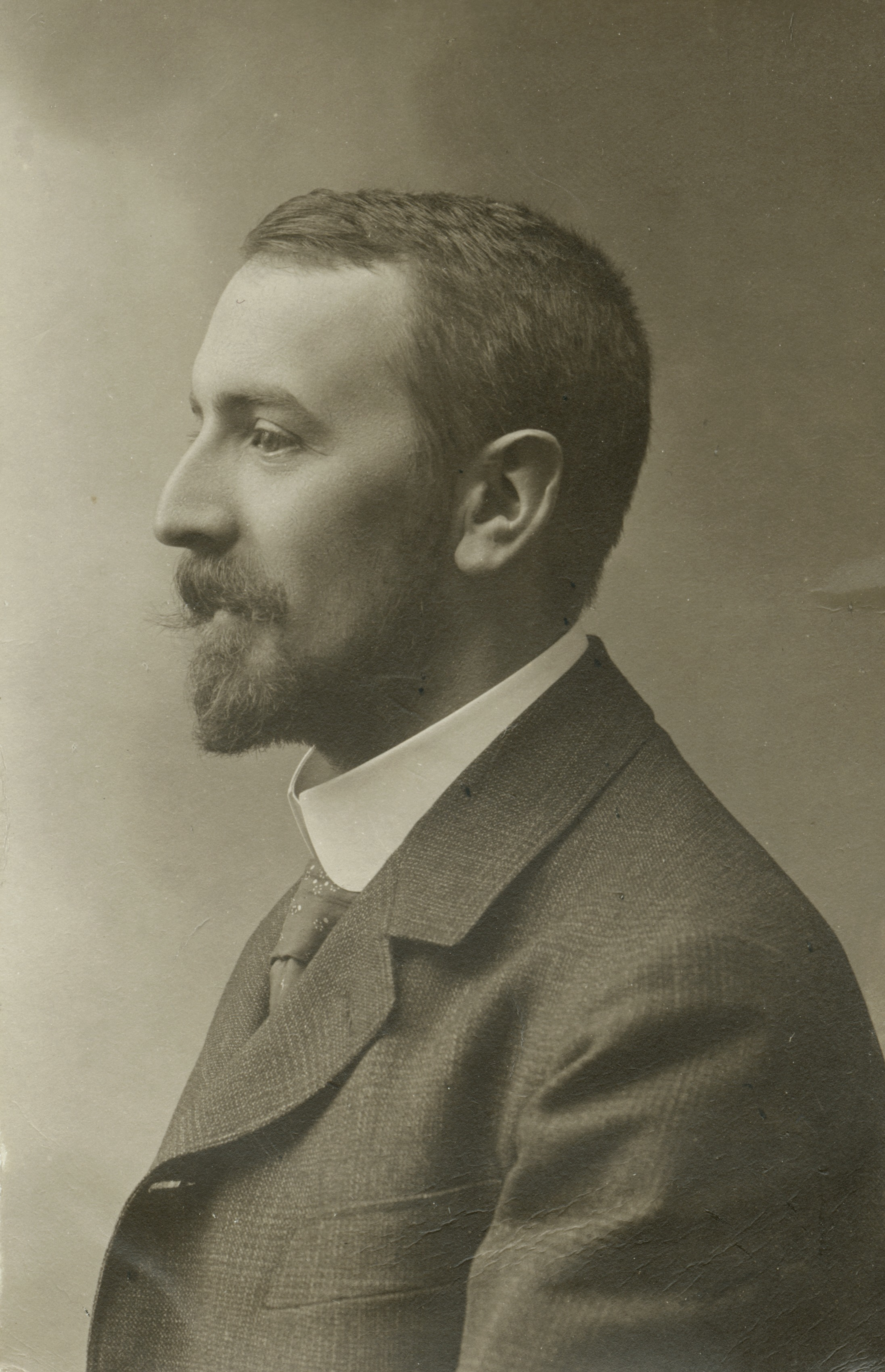
Hans Bluntschli
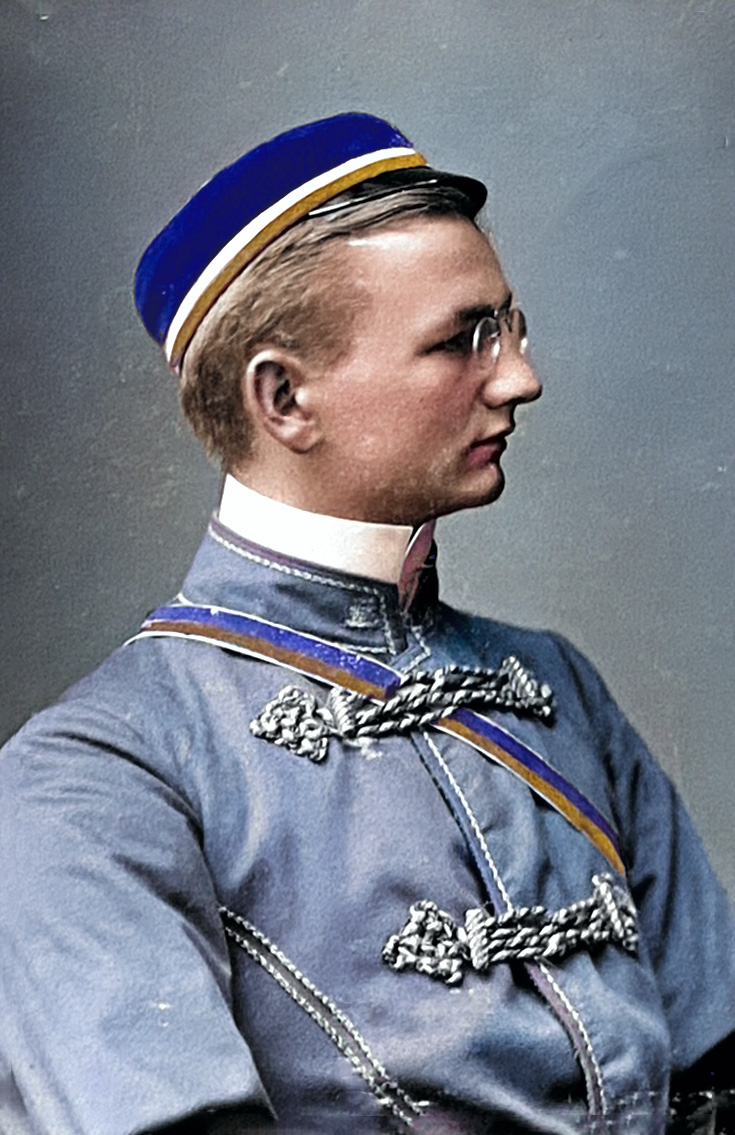
Karl Bernhard Ritter
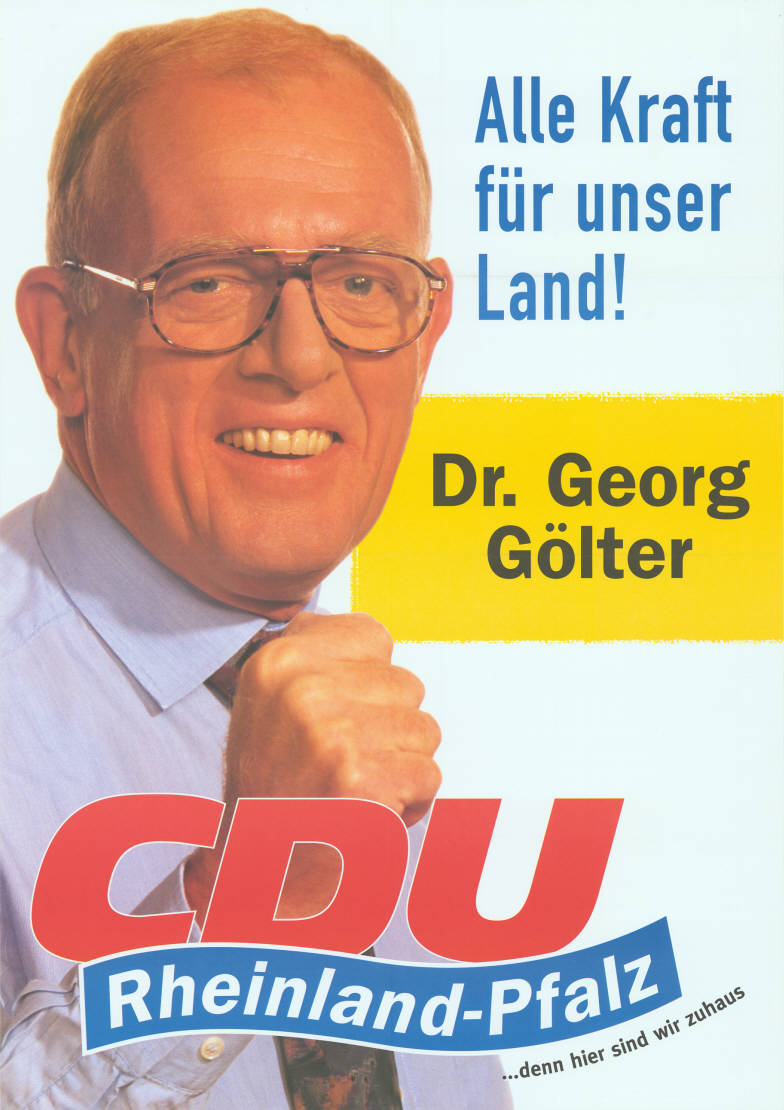
Georg Gölter
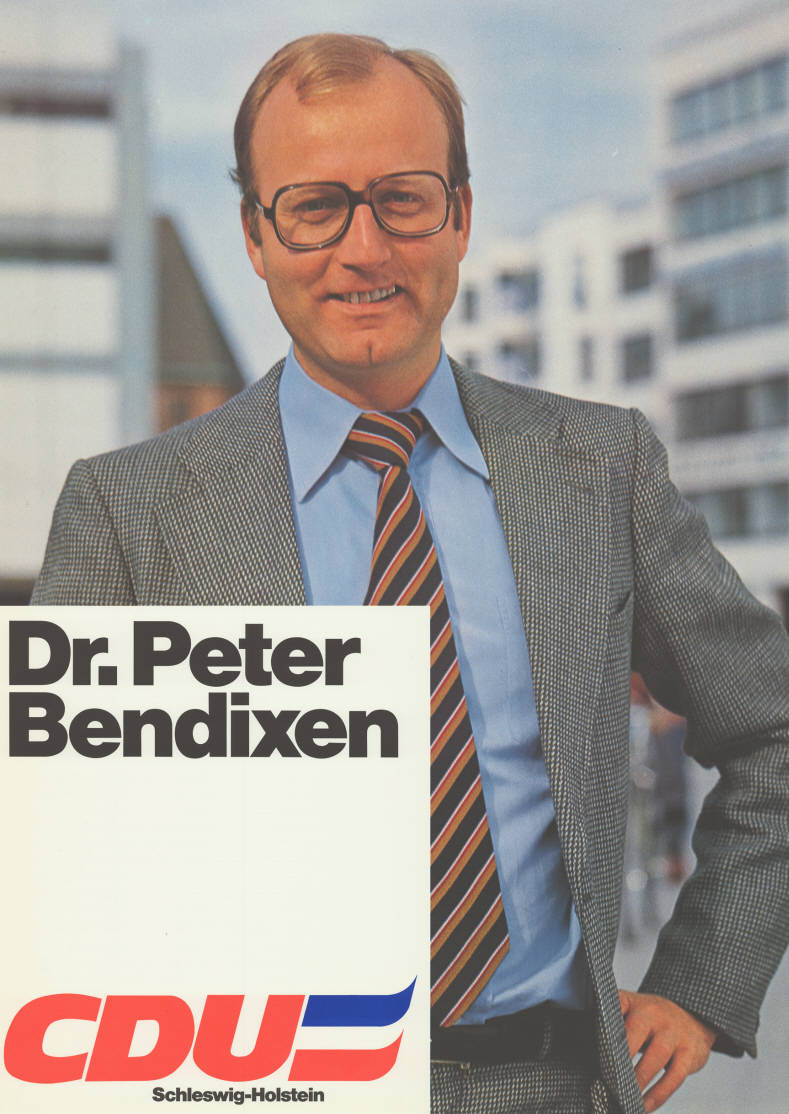
Peter Bendixen
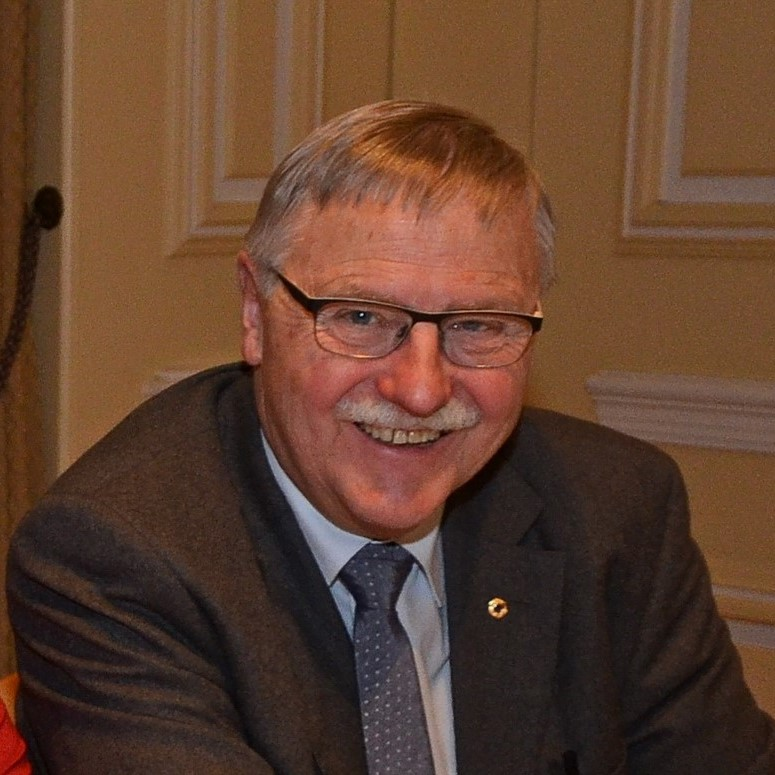
Diethardt Roth
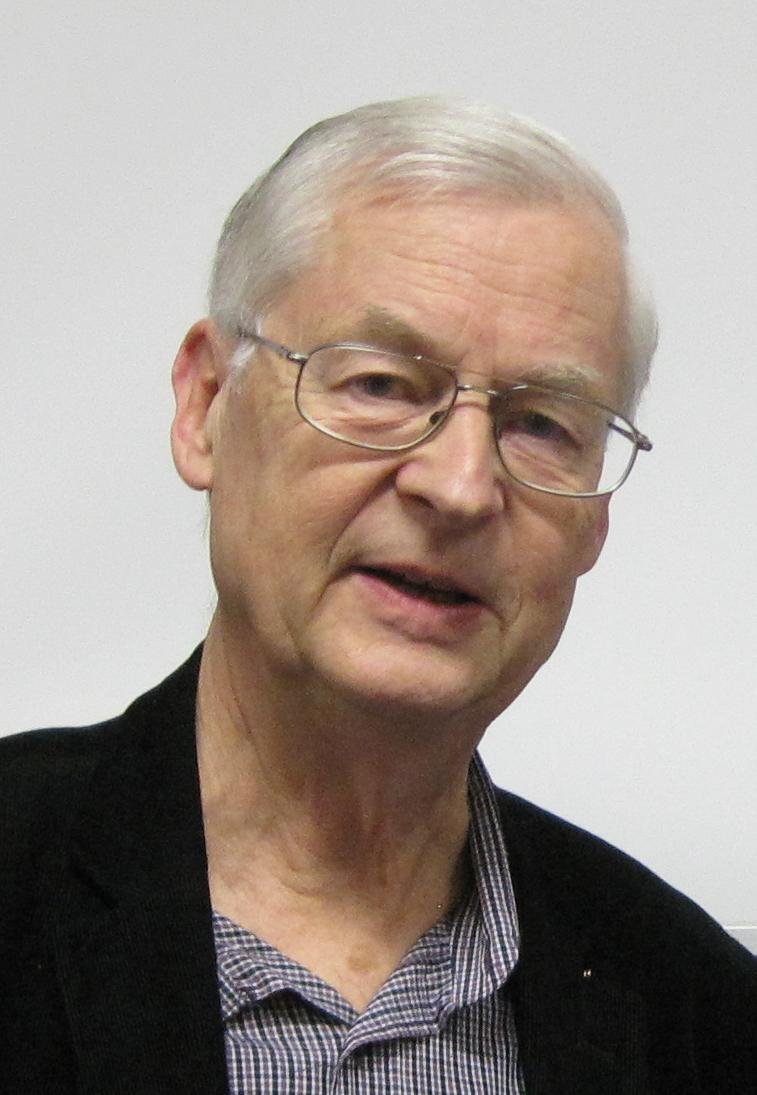
Jürgen Udolph
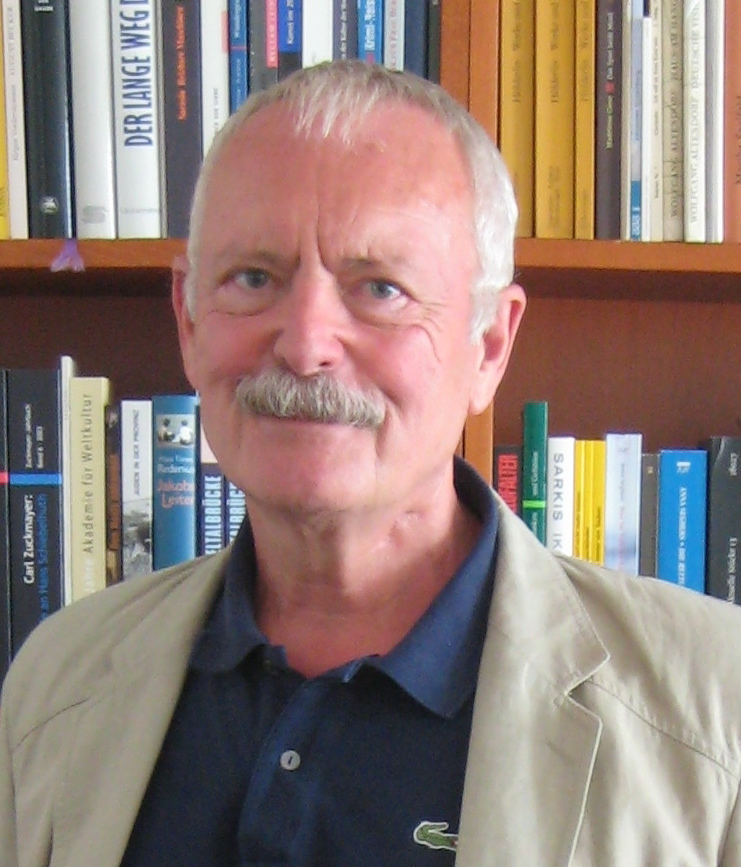
Sigfrid Gauch

- Siegfried Anthes (1861–1925), lutherischer Theologe und Superintendent der Selbständigen Evangelisch-Lutherischen Kirche in Hessen

- Diethard Aschoff (1937–2021), evangelischer Theologe, Historiker und Judaist
- August Becker (1879–1953), Physiker, Professor und Direktor des Physikalischen und des Radiologischen Instituts der Universität Heidelberg
- Peter Bendixen (1943–2007), Politiker (CDU), Kultusminister von Schleswig-Holstein
- Hans Bluntschli (1877–1962), Schweizer Anatom
- Otto Böcher (1935–2020), evangelischer Theologe und Professor für Neues Testament in Mainz, Verfasser des Kleinen Lexikons des studentischen Brauchtums
- Karl Bornhäuser (1868–1947), evangelischer Theologe, Professor für Neues Testament in Greifswald, Halle (Saale) und Marburg
- Hans Wilhelm Doerr (* 1945), Mediziner, Direktor des Instituts für Medizinische Virologie Frankfurt
- Wilhelm Doerr (1914–1996), Mediziner, Direktor des Pathologischen Instituts der Universität Heidelberg, Herausgeber des Handbuchs für Pathologie, Träger des Großen Verdienstkreuzes des Verdienstordens der Bundesrepublik Deutschland
- Friedrich von Duhn (1851–1930), klassischer Archäologe, Professor für klassische Archäologie in Heidelberg
- Sigfrid Gauch (* 1945), Schriftsteller, 2007–2009 Vizepräsident und Writers in Exile-Beauftragter des P.E.N.-Zentrums Deutschland
- Georg Gölter (1938–2025), Pädagoge und Politiker (CDU), u. a. Minister für Soziales, Gesundheit und Sport, später Kultusminister von Rheinland-Pfalz
- Georg Grützmacher (1866–1939), evangelischer Theologe, Professor für Kirchengeschichte in Heidelberg und Münster (Ehrenmitglied)
- Hermann Hagena (1931–2022), Brigadegeneral, Publizist, Experte für Sicherheitspolitik
- Wolfgang Haubold (* 1937), Chemiker und ehemaliger Präsident der Universität Hohenheim
- Heinrich Holtzmann (1832–1910), evangelischer Theologe, Professor für Theologie in Heidelberg und Straßburg; Hauptvertreter des Protestantenvereins
- Albert Helbing (1837–1914), evangelischer Theologe und Präsident des Oberkirchenrats der Evangelischen Landeskirche in Baden
- Nicolaus C. Heutger (1932–2008), lutherischer Theologe, Numismatiker, Judaist und Historiker
- Paul Gerhard Hosemann (1879–1958), Professor für Chirurgie an der Universität Freiburg; Leiter des dortigen Diakonissenkrankenhauses
- Lorenz Kähler (* 1973), Jurist und Hochschullehrer
- Otto Katz (1904–1976), evangelischer Pfarrer und Dekan im Kirchenbezirk Freiburg
- Heinz-Wolfgang Kuhn (1934–2023), evangelischer Theologe, Professor für Neues Testament in Heidelberg und München
- Friedrich Maurer (1898–1984), Germanist, Sprachwissenschaftler, Mitgründer des Instituts für deutsche Sprache in Mannheim
- Hans Nevermann (1902–1982), Ethnologe und Ozeanist
- Christian Olearius (* 1942), Jurist, Sprecher und persönlich haftender Gesellschafter der M.M.Warburg & CO KGaA
- Otfried Praetorius (1878–1964), Lehrer und Genealoge
- Gerhard Ritter (1888–1967), Historiker, Professor für Geschichte in Freiburg
- Karl Bernhard Ritter (1890–1968), evangelischer Theologe und Politiker (DNVP), Mitbegründer der Berneuchener Bewegung
- Diethardt Roth (* 1941), lutherischer Theologe, Bischof em. der Selbständigen Evangelisch-Lutherischen Kirche
- Eduard Rüther (1871–1941), Historiker und Gymnasiallehrer
- Karl Emil Schabinger von Schowingen (1877–1967), Jurist, deutscher Diplomat und Orientalist (1899 ausgetreten)
- Theodor Schaller (1900–1993), protestantischer Theologe, Kirchenpräsident der Evangelischen Kirche der Pfalz
- Werner Schramm (1933–2004), protestantischer Theologe, Kirchenpräsident der Evangelischen Kirche der Pfalz
- Hermann Sitz (* 1949), Jurist, deutscher Diplomat
- Feodor Streit (1820–1904), Politiker, Geschäftsführer des Deutschen Nationalvereins
- Karl Trucksaess (1880–1961), Politiker (DVP, LDP, FDP, FVP/FDV)
- Jürgen Udolph (* 1943), einziger Lehrstuhlinhaber für Onomastik, Universität Leipzig
- Uwe Uffelmann (1937–2008), Historiker und Geschichtsdidaktiker
- Jacob Volhard (1834–1910), Chemiker, bedeutender Schüler und Biograph Justus von Liebigs
- Leopold Witte (1836–1921), evangelischer Geistlicher und Pädagoge
- Udo Wennemuth (* 1955), Historiker und Archivar
- Karl Wilhelmi (1786–1857), evangelischer Theologe und Altertumsforscher